# Konrad V. Ayrenschmalz
Konrad V. Ayrenschmalz (auch Ayrinschmalz; * 1424/26 in Weilheim in Oberbayern; † 24. Januar 1492 im Kloster Tegernsee) war ein deutscher Benediktiner und von 1461 bis 1492 Abt des Klosters Tegernsee.

## Leben
Er entstammte dem bayerischen Geschlecht Ayrnschmalz.
Nach dem Studium in Wien erhielt er 1445 den Titel des Baccalaureus. 1461 wurde er nach Kaspar Ayndorffers Tod zum Abt von Tegernsee gewählt, dessen Wirken er in seiner dreißigjährigen Regierungszeit fortsetzte. Den während Ayndorffers Amtstätigkeit begonnenen spätgotischen Ausbau von Kirche und Kloster in Tegernsee führte er zu Ende, ein neuer Chor mit doppelstöckiger Sakristei und das wiederum dreischiffige Langhaus der Kirche wurden unter seiner Leitung fertiggestellt. Um das Kloster ließ er einen Befestigungsgürtel mit Wehrtürmen anlegen. Er baute zudem die Bibliothek des Klosters zur damals größten Bibliothek Süddeutschlands aus. Den von ihm geplanten Zusammenschluss aller deutschen Benediktinerabteien zu einer Kongregation mit einheitlicher Disziplinargewalt konnte er nicht verwirklichen. Er starb am 24. Januar 1492 im Kloster Tegernsee.